# 青草湖 (台灣地名)
青草湖，是台灣新竹市東區的一個傳統地域名稱。

## 地理

### 區域

#### 地名由來
青草湖位於新竹丘陵中、客雅溪谷地內，原為一野草叢生的山間盆地（湖），故名青草湖:576、577。1955年在此築水壩建青草湖山水庫，後因水庫淤砂不再蓄水。:22

#### 範圍
青草湖位於東區西南部。相較於今日行政區，其範圍大致包括高峰里、湖濱里、明湖、柴橋里。

#### 聚落
本地區發展較早的聚落有牛屎崎、柴橋、石碎崙等，在日治初期的官方地圖上已有記載。:577

### 水文
本地區由客雅溪流經，並與山間谷地形成青草湖。

## 歷史
台灣清治末期至日治前期，該地區為一街庄，稱為「青草湖庄」，隸屬於竹北一堡。該庄北與牛埔庄、客雅庄、赤土崎庄為鄰，東邊與南邊為雙溪庄，西邊為香山坑庄。
1920年（日治大正九年），改制為「青草湖」大字，隸屬於新竹州新竹郡香山庄。1941年香山庄廢庄併入州轄新竹市，青草湖因而改屬新竹市。
戰後之初新竹市改制為省轄市，香山地區改制為市轄區，而大字亦改制為里。1946年將新竹市所轄行政區重劃為東、西、南、北、香山5個區。青草湖地區自香山割出改劃入新成立的南區。同年竹東、寶山併入新竹市成為區，青草湖地區歸屬不變。1951年12月新竹縣、市合併，新竹市改制為縣轄市，並拆出竹東、寶山、香山成為鄉鎮，青草湖地區仍屬新竹市。
1982年7月新竹市與香山合併，再次升格為省轄市，初不分區。1990年11月新竹市重劃分為東、北、香山3個區，青草湖地區歸屬東區。因人口增加，本地區已細分成多個里。

## 交通
縣道117號穿越本地區西部，往北可前往新竹市市區、竹北、新埔、湖口、新豐等地；往西南可前往香山區。

## 設施

### 學校
- 高峰國民小學（2004年）

### 公園
- 明湖公園
- 鄭再傳紀念公園

### 廟宇
- 靈隱寺（佛寺）

## 文化資產
- 柴橋林家古厝（迎曦山室）（明湖路690巷16號）